# Gladys Berejiklian
Gladys Berejiklian (nascida em 22 de setembro de 1970) é uma política australiana que atuava como 45ª premier de Nova Gales do Sul e líder do Partido Liberal de Nova Gales do Sul, cargos que ela assumiu em 23 de janeiro de 2017 após a renúncia de Mike Baird e exerceu até 2021. Ela é membro da Assembleia Legislativa de Nova Gales do Sul desde 2003, representando a sede de Willoughby.

Antes de se tornar primeira-ministra, Berejiklian era a tesoureira de Nova Gales do Sul e ministra das Relações Industriais no segundo governo de Baird, e ministra de Transportes dos governos O'Farrell e Baird. Ela também foi vice-líder do Partido Liberal de Nova Gales do Sul entre 2014 e 2017. Em 23 de março de 2019, foi reeleita como premier de Nova Gales do Sul quando a coalizão liberal-nacional venceu a eleição estadual de 2019.